# John Walker (atlet)
John George Walker (* 12. ledna 1952 Papakura) je bývalý novozélandský atlet, běžec na střední tratě, olympijský vítěz v běhu na 1 500 m na olympiádě v Montrealu v roce 1976.
12. srpna 1975 vytvořil v Göteborgu světový rekord v běhu na 1 míli časem 3:49,4 a stal se tak prvním člověkem na světě, který tuto trať zaběhl pod 3:50,0. V roce 1976 nejdříve 30. června vytvořil nový světový rekord v běhu na 2000 metrů časem 4:51,4. O několik týdnů později na olympijských hrách v kanadském Montrealu zvítězil v běhu na 1500 metrů.
Jako první člověk na světě více než stokrát zaběhl 1 míli pod 4 minuty. V současné době žije v Aucklandu. V roce 1996 oznámil, že trpí Parkinsonovou nemocí.